# Halesus tesselatus
Halesus tesselatus är en nattsländeart som först beskrevs av Jules Pièrre Rambur 1842.  Halesus tesselatus ingår i släktet Halesus och familjen husmasknattsländor. Arten är reproducerande i Sverige. Inga underarter finns listade i Catalogue of Life.